# Кирило Куренко
Кирило Куренко (ест. Kirill Kurenko, нар. 14 лютого 1991, Кохтла-Ярве, Естонська РСР, СРСР) — естонський футболіст та тренер.

## Біографія
Як футболіст грав у Естонії за «Локомотив-2» (Йихві), «Маккабі» (Таллінн) та «Кохтла-Нимме», але у ранньому віці завершив ігрову кар'єру.
По завершенню футбольної кар'єри, почав працювати тренером з футболу. Перші кроки тренера починав з роботи з юнаками в Естонії, Іспанії, Швеції та Хорватії. Після роботи в академії хорватської «Рієки», на початку 2019 переїхав працювати в Україну, де курував роботу дитячо-юнацької спортивної школи «Миная». 3 травня 2019 року очолив першу команду «Минаю». При ньому клуб виграв п'ять матчів з п'яти, в останньому турі вийшовши на перше місце в Групі «А» та вийшовши в Першу лігу. 18 червня 2019 за згодою сторін припинив свою співпрацю.
4 липня 2019 року підписав контракт з «Олімпіком» (Донецьк), де був асистентом головного тренера команди Жуліо Сезара, з яким у серпні покинув команду.